# Fossat d'orquestra
 .

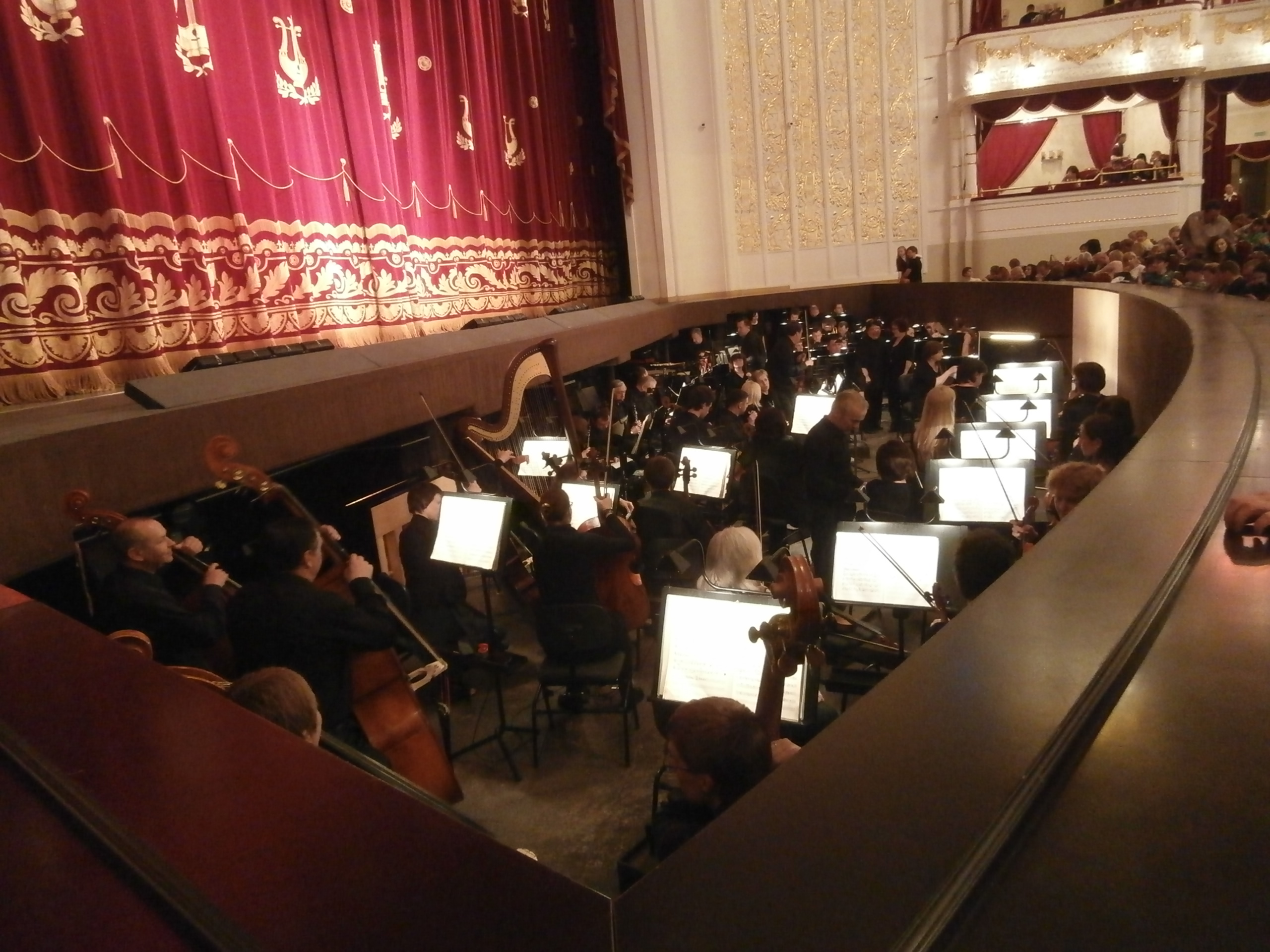
Músics al fossat d'orquestra a un teatre de Minsk

El fossat d'orquestra és la zona d'un teatre en la que generalment se situen els músics per a tocar. Normalment es troba enfonsada entre l'escenari i la primera fila d'espectadors de platea. Els fossats d'orquestra s'empren en formats escènics que requereixen música, com el ballet, l'òpera, teatre musical o en casos on és necessària música escènica. El director es sol situar al davant dels músics, d'esquena a la platea.